# Мічиган-Сіті (Індіана)
Мічиган-Сіті (англ. Michigan City) — місто (англ. city) в США, в окрузі Лапорт штату Індіана. Населення — 32 075 осіб (2020).

## Географія
Мічиган-Сіті розташований за координатами 41°42′45″ пн. ш. 86°52′34″ зх. д. / 41.71250° пн. ш. 86.87611° зх. д. (41.712512, -86.876144).  За даними Бюро перепису населення США в 2010 році місто мало площу 59,19 км², з яких 50,73 км² — суходіл та 8,46 км² — водойми.

## Демографія
Згідно з переписом 2010 року, у місті мешкало 31 479 осіб у 12 136 домогосподарствах у складі 7147 родин. Густота населення становила 532 особи/км².  Було 14435 помешкань (244/км²).
Расовий склад населення:
| - 64,9 % — білих - 28,1 % — чорних або афроамериканців - 0,7 % — азіатів - 0,4 % — корінних американців - 2,1 % — осіб інших рас |

До двох чи більше рас належало 3,7 %. Частка іспаномовних становила 5,9 % від усіх жителів.
За віковим діапазоном населення розподілялося таким чином: 23,5 % — особи молодші 18 років, 63,0 % — особи у віці 18—64 років, 13,5 % — особи у віці 65 років та старші. Медіана віку мешканця становила 37,1 року. На 100 осіб жіночої статі у місті припадало 105,8 чоловіків;  на 100 жінок у віці від 18 років та старших — 107,4 чоловіків також старших 18 років.
Середній дохід на одне домашнє господарство  становив 46 468 доларів США (медіана — 35 503), а середній дохід на одну сім'ю — 53 376 доларів (медіана — 42 356). Медіана доходів становила 40 462 долари для чоловіків та 32 706 доларів для жінок. За межею бідності перебувало 27,8 % осіб, у тому числі 43,8 % дітей у віці до 18 років та 14,4 % осіб у віці 65 років та старших.
Цивільне працевлаштоване населення становило 11 955 осіб. Основні галузі зайнятості: виробництво — 19,6 %, освіта, охорона здоров'я та соціальна допомога — 17,8 %, мистецтво, розваги та відпочинок — 15,5 %, роздрібна торгівля — 14,0 %.

## Відомі люди
- Енн Бакстер (1923 — 1985) — американська актриса.